# Entychides guadalupensis
Entychides guadalupensis är en spindelart som beskrevs av Simon 1888. Entychides guadalupensis ingår i släktet Entychides och familjen Cyrtaucheniidae.
Artens utbredningsområde är Guadeloupe. Inga underarter finns listade i Catalogue of Life.